# Mesityllithium
Mesityllithium ist eine chemische Verbindung aus der Stoffgruppe der Organolithiumverbindungen. Im Gegensatz zu anderen Organolithiumverbindungen liegt Mesityllithium aufgrund sterischer Hinderung in Lösung als Monomer vor. In der Regel wird Mesityllithium frisch zubereitet, es lässt sich allerdings auch gekühlt als Lösung in Diethylether oder Tetrahydrofuran unter Argon oder Stickstoff lagern. Es zeichnet sich durch seine nicht-nucleophile Natur, gute Selektivität und einfache Darstellung aus.

## Synthese
Die Darstellung von Mesityllithium erfolgt durch die Umsetzung von 2-Brommesitylen mit tert-Butyllithium in Tetrahydrofuran.
Bei dieser Methode werden zwei Äquivalente des tert-Butyllithiums verwendet, als weitere Reaktionsprodukte fallen Lithiumbromid, Isobutan und Isobuten an. Es ist ebenfalls möglich dieselbe Reaktion in Diethylether durchzuführen.